# Gouverneur élu
Aux États-Unis, le terme Gouverneur élu (Governor-elect) est le titre donné à la personne élue au poste de gouverneur dans un État, mais qui n’y a pas encore commencé son mandat. 
L'usage du suffixe -elect est utilisé aux États-Unis dans tous les niveaux de gouvernement après les élections, incluant Sentor-elect, Mayor-elect, President-elect ; ce titre est même officiellement désigné pour certains postes. Dans l'État du Michigan, par exemple, le Gouverneur élu se voit accorder le titre de courtoisie d’« honorable » pour la vie avant de prendre son poste. Le titre de courtoisie du Gouverneur, « Son Excellence », est réservé pour la personne qui est l’actuel Gouverneur.